# Paolo Hernán Dellafiore
Paolo Hernán Dellafiore (Buenos Aires, 2 de febrero de 1985) es un futbolista ítalo-argentino. Actualmente juega en el Perugia de la Serie B.

## Carrera

### Comienzos
De padres italianos Dellafiore comenzó su carrera profesional en el Internazionale en las divisiones inferiores, donde fue promovido al primer equipo en el 2004, e hizo su debut ante el Anderlecht , por la UEFA Champions League, el 7 de diciembre del mismo año, luego fue cedido al Spezia Calcio de la Serie C1 y al Treviso de la Serie A.

### Palermo
El 2006 fue vendido a Palermo en parte de una transacción por Fabio Grosso, donde jugó siete partidos con los rosaneros, luego fue cedido al Torino FC, donde jugó gran parte de los encuentros, volvió a Sicilia en 2008 para ser de nuevo cedido a Turín, donde jugó 6 meses más.
El 3 de julio del 2009 fue cedido al Parma FC, donde también fue cedido el 2010.
En el mercado de Invierno, del 2011, fue cedido nuevamente , esta vez al Cesena de la Serie A.

### Selección italiana
Aunque nacido en Argentina, gracias a sus padres italianos, posee doble nacionalidad, por lo que eligió defender a la "azzurra", la cual defendió en algunos amistosos, y en el Torneo Esperanzas de Toulon 2008.

## Clubes
| Club    | País   | Año        |
| ------- | ------ | ---------- |
| Inter   | Italia | 1999-2006  |
| Spezia  | Italia | 2005       |
| Palermo | Italia | 2006       |
| Torino  | Italia | 2007-2009  |
| Parma   | Italia | 2009- 2010 |
| Cesena  | Italia | 2011       |
| Novara  | Italia | 2011-2012  |
| Siena   | Italia | 2012       |
| Padova  | Italia | 2013       |
| Latina  | Italia | 2014-      |